# Понт а Сел
Понт а Сел (на френски: Pont-à-Celles) е община в Централна Белгия, провинция Ено. Намира се на 15 km северно от Шарлероа. Населението му е 17 287 души (по приблизителна оценка от януари 2018 г.).
След консолидацията на белгийските общини през 1977 г., Понт а Сел включва и подобщините Бюзе, Либерши, Лютър, Обе, Тимеон и Виесвил.
В Либерши е роден музикантът Джанго Райнхарт (1910 – 1953). Ежегодно се организира концерт на открито в негова чест.